# Giorgio Caproni
Giorgio Caproni (Livorno, 7 de janeiro de 1912 – Roma, 22 de janeiro de 1990) era um poeta italiano, crítico literário e tradutor, principalmente do francês. Seu trabalho também fez parte do evento literário na competição de artes dos Jogos Olímpicos de Verão de 1948.

## Primeiros anos
Seus pais tinham profissões que lhes davam posições sociais modestas (ele, Attilio, contador e ela, Anna Pichi, costureira) e cultuavam, dentro de seus limites socioculturais, valores burgueses, as ciências e as artes. Após o recrutamento de seu pai em meio à 1° Guerra Mundial, a sua família coabitou uma casa com a família da irmã de seu pai, Italia Bagni e seu marido (barbeiro, blasfemador e maçon) Pilade Bagni. Durante a guerra Caproni presenciou pessoas serem mortas nas ruas de Livorno, fato que arrasta a guerra como fato social a perpetuar em suas lembranças de infância.
Em 1922, Giorgio Caproni, então com 10 anos, mudou-se com a família para Gênova, e Livorno circunscreverá as suas lembranças de infância. Transitou de uma cidade portuária a outra. Em Gênova viveu a puberdade, estudou o violino e composição musical (mas sem se diplomar) na Scuola Tecnica Antoniotto Usodimare, até os 18 anos. É lugar-comum da crítica sobre Giorgio Caproni que sua poesia é marcada pela sua formação e interesse pela música, mas também, como associou Pier Vicenzo Mengaldo, ao “realismo musicale di Saba”. Segundo Aurora Bernardini, as leituras de sua fase formativa eram dispersas e com fôlego, ele lerá: Schopenhauer, Júlio Verne, Machado, Lorca, Carducci, Cavalcanti, Ungaretti, Montale, Cardarelli, Bassani, Sbarbaro.
Diplomou-se em 1925 e em seguida fez o curso para o magistério, onde teve como professor de filosofia Alfredo Poggi, que o introduziu a Agostinho, Kierkegaard e Nietzsche. Futuramente, seria leitor do filósofo Adelchi Baratono (Florença, 1875–1947), professor da Universidade de Gênova. Baratono pensava em contraponto a Croce e segundo Testa, o seu livro Arte e Poesia, de 1945, foi determinante para o conhecimento de Giorgio Caproni da epistemologia estruturalista (livro que Caproni comentou elogiosamente em ensaio “A corrente ligústica da nossa poesia” de 1956). Outro intelectual importante para a formação literária de Giorgio Caproni foi o professor de filosofia Giuseppe Rensi, filósofo cético e antifascista.
Acrescenta-se à sua formação literária a passagem em que, entre 1931 e 1932, Caproni por alguns meses trabalhou como assistente para um advogado de Gênova que tinha uma boa biblioteca, de onde ele coletava algumas leituras. Dentre elas, estivera o seu primeiro contato com a poesia de Giuseppe Ungaretti do livro Allegria di naufragi, livro que confessa por apego ao livro ter conseguido devolver à biblioteca de seu patrão. Segundo Caproni, Allegria di naufragi foi uma escola de poesia para ele e a “maior lição que já tive de um poeta nosso contemporâneo". O fato que julgamos mais importante da formação poética de Caproni, pelo que conhecemos de seus artigos de crítica literária de 1956 para a revista Fiera Letteraria, “a corrente ligústica da nossa poesia”, foi o seu contato com as revistas literárias de Gênova que formavam em coluna uma corrente literária “Novecentesca”  “pre-ermetica”.
A estreia de Giogio Caproni como escritor foi no ano de 1932, em revistas literárias como Riviere e Vespro e por uma coletânea, Quase una Alegoria, pela editora genovesa Emiliano degli Orfini. As publicações de coletâneas de poesias de Caproni do período anterior ao fim da II Guerra foram: em 1935 publicou Come um’allegoria (1032-1935); em 1937, Ballo a Fontanigorda (1935-1937); Finzioni (1938-1939), e segunda versão acrescida de 23 poemas (Roma, Istituto Grafico Tiberino, 1941); e em 1943, Cronistoria (1938-1942).
Em 1935 Caproni ficou noivo da genovesa Olga Franzoni, que faleceu em março do ano seguinte vítima de septicemia. Decorrido o luto do fato traumático e algum tempo, em 1937 Caproni ficou noivo de Rosa Rettagliata (Rina), cidadã de Val Trebbia com quem se casou e logo se mudou para Roma, em 1938, onde conquistou o cargo de maestro d’elementare em bairros periféricos da cidade, apelidados de borgatte. Segundo Enrico Testa, ir para Roma significava para Giorgio Caproni conseguir uma remuneração melhor enquanto professor de ensino primário e buscar a sua afirmação literária no círculo intelectual literário romano. Em Roma, ele viveu pelo restante de sua vida como professor de primário, profissão pela qual ele se aposentou.
Convocado para a guerra em 1939, é enviado para a 42° Regimento de Infantaria em Gênova e de lá partiu para lutar na campanha da França (e logo após para o Veneto). A respeito desta experiência ele publicou em 1942 Giorni aperti, na revista Lettere d’oggi. Em 1943, após a derrota (liberação) da Itália, ele entrou para a resistenza, e em 1946 desempenhou a função de prefeito de Val Trebbia (cidade em um vale que une as cidades de Gênova e de Piacenza, na Emilia).

## Carreira
Regressou a Roma e retomou o seu emprego de professor do primário. Aos poucos, em Roma,  Giorgio Caproni conviveu socialmente com outros escritores habitantes da cidade como Elsa Morante, Alberto Moravia, Pier P. Pasolini e Carlo Emilio Gadda, entre outros. Seu círculo literário próximo também abarcava Attilio Bertolucci, Natalia Ginzburg, Renato Guttuso, Salvatore Quasimodo e Sibila Aleramo.
Concomitante à atividade de professor primário (pela qual ele se aposentou), Giorgio Caproni escreveu resenhas, críticas e contos em revistas de literatura e jornais (Domenica, Aretusa, Il Politecnico, L’unità, Il Lavoro Nuovo, Avanti! etc.), atividades que importavam financeiramente como complemento da renda do poeta. Segundo examina Maria Betânia Amoroso, um aspecto da relação de escritores com os leitores de periódicos, a resenha literária em jornais oferecia aos autores o exercício público de seus espíritos críticos, sendo neste aspecto uma etapa formativa do autor. Giorgio Caproni fará muitas traduções do francês, sendo ele tradutor de Baudelaire, Proust (1951), Céline, Genet, Appolinaire, Rene Char, Frénaud e Blaise Cendrars para o italiano, e traduziu também do espanhol Federico Garcia Lorca. A respeito desta última atividade profissional de Caproni, Enrico Testa explica que ela não era indiferente à sua poesia: a tradução era meditativa à sua escritura e esteve associada ao processo formativo do autor.
Segundo Enrico Testa, Caproni não gozou de um reconhecimento imediato, cenário que começou a mudar após a resenha de Pasolini intitulada “Caproni” para a revista Paragone (n. 36), em 1952, e que passa a ser de crescente entusiasmo do público após a publicação de Il muro della terra pela Garzanti. Segundo Pier Vicenzo Mengaldo, Giorgio Caproni estabeleceria a relação editorial com a Garzanti, que o “adotou” após Il passagio d’Enea, publicando o livro Il seme del piangere e seguindo com ele até a sua última obra póstuma, sendo a única exceção a publicação de uma antologia com alguns inéditos pela Einaudi, Il terzo libro & altre cose, em 1968.
Com Il Muro della terra sua poesia, caracterizada em sua trajetória até a década de 1970 pela sobreposição total do mundo privado ao mundo social, extravia-se do plano doméstico e passa a tratar de temas existenciais do âmbito privado, como a perda da identidade, vã busca por ela, retorno ao ponto de partida, reminiscência da infância e a descoberta da “morde de Deus.”. Em Il Muro della terra surge um eu lírico poeta-protagonista que se repetirá em suas duas futuras publicações (Il Franco cacciatore (1973-1982) e Il Conte di Kevenhuller (1986)). Segundo Enrico Testa, a notoriedade da obra de Caproni aumentou bastante depois da sua morte (em 22 de janeiro de 1990) tornando-o uma referência da literatura italiana no quadro europeu e fazendo de seu espólio intelectual (tudo o que produziu escrito e radiofônico) objeto de um crescente grupo de pesquisadores.